# Pak Ui-chun
Pak Ui-chun (Pyongyang, 15 agosto 1932) è un politico e diplomatico nordcoreano, ministro degli affari esteri della Repubblica Popolare Democratica di Corea dal 2007 al 2014.

## Biografia
Già ambasciatore in Russia, Pak Ui-chun è stato nominato ministro degli esteri il 19 maggio 2007, al posto del predecessore Paek Nam-sun, morto in gennaio. Nel frattempo il ruolo era stato svolto pro tempore dal viceministro Kang Sok-ju.
Nel 2014 l'Assemblea popolare suprema lo ha sostituito con l'ex ambasciatore in Svizzera Ri Su-yong.